# 巨口鲨属
巨口鲨属（学名：Megachasma）是巨口鲨科的一屬。